# 小行星2503
小行星2503（2503 Liaoning），又称为辽宁星，是由紫金山天文台在1965年10月16日发现的主带小行星。
該小行星以中国的省份辽宁省命名。